# Barcis
Barcis település Olaszországban, Friuli-Venezia Giulia régióban, Pordenone megyében. Lakosainak száma 220 fő (2023. január 1.). Barcis Andreis, Chies d’Alpago, Frisanco, Tambre, Aviano, Claut és Montereale Valcellina községekkel határos.
Egyik fő turisztikai vonzereje a Barcisi-tó.

## Népesség
A település népességének változása:
| Lakosok száma | 252  | 256  | 220  |
|               | 2017 | 2018 | 2023 |